# Barata
Blattaria é uma subordem de insetos cujos representantes são popularmente conhecidos como baratas. O nome cascuda também pode se referir a baratas ou coleoptera de maneira genérica.
É um grupo cosmopolita, sendo que algumas espécies (menos de 1%) são consideradas como sinantrópicas. Entre os principais problemas que as baratas podem ocasionar aos seres humanos está a sua atuação como vetores mecânicos de diversos patógenos (bactérias, fungos, protozoários, vermes e vírus). As baratas domésticas são responsáveis pela transmissão de várias doenças, através das patas e fezes pelos locais onde passam. Por isso são consideradas perigosas para a saúde dos seres humanos.
Entre as espécies mais conhecidas estão a barata-americana, Periplaneta americana, que mede cerca de 30 milímetros de comprimento, a barata-alemã, Blattella germanica, com cerca de 15 milímetros de comprimento, a barata-asiática, Blattella asahinai, também com cerca de 15 milímetros de comprimento, e a barata-oriental, com cerca de 25 milímetros. As baratas tropicais são muitas vezes muito maiores, e os parentes extintos das baratas são as 'roachoids', como o Archimylacris Carbonífero e o Permiano Apthoroblattina que não eram tão grandes como as maiores espécies modernas.
Existentes há mais de 300 milhões de anos, as baratas já somam cerca de 5000 espécies no mundo. O corpo das baratas tem formato ovular e deprimido. Seu tamanho pode variar de alguns milímetros até quase 10 centímetros. A cabeça é curta, subtriangular, apresentando olhos compostos grandes e geralmente dois ocelos (olhos simples). Em geral são de coloração parda, marrom ou negra, porém existem espécies coloridas. Nas zonas tropicais, predominam as de cor marrom avermelhada, além das cores verde e amarela.
O formato e o tamanho variam dependendo da espécie, mas em gênero podemos dizer que as fêmeas são maiores que os machos, porém os machos têm as asas mais desenvolvidas. A alimentação é variada. As baratas são insetos onívoros, ou seja, comem qualquer coisa, tendo principal atração por doces, alimentos gordurosos e de origem animal. Uma curiosidade é que podem viver uma semana sem beber água,  até um mês sem comer e também semanas sem a cabeça. Conseguem perceber o perigo através de mudanças na corrente do ar à sua volta. Elas possuem pequenos pelos nas costas que funcionam como sensores, informando a hora de correr.

## Etimologia
Etimologicamente, Barata deriva-se do latim blatta, adaptação do grego blapto, no Brasil, besouro. Na acepção mais comum, designa um inseto ortóptero, isto é, de asas retas, e omnívoro, que come de tudo. Tem o corpo achatado e oval. O nome científico veio da língua grega porém latinizada do inseto (Grego dórico: βλάττα, blátta; Grego ático: βλάττη, blátte).

## Espécies
- Blatella germanica (barata-alemã)
- Blatella orientalis (barata-oriental)
- Gromphadorhina portentosa (barata de Madagascar)
- Periplaneta americana (barata-americana)
- Periplaneta australasiae (barata-australiana)
- Periplaneta fuliginosa (barata-fuliginosa ou barata-marrom-fuligem, banda-marrom ou banda-café)
- Supella longipalpa (barata-de-faixa-marrom)

## Origem
Os registros mais antigos de baratas datam do período Carbonífero (há 320 milhões de anos). Elas foram reconhecidas basicamente pelas impressões deixadas por suas asas, num tipo de fossilização onde apenas o relevo das nervuras foi preservado. O padrão destas nervuras é característico de cada uma das espécies, permitindo assim sua identificação/classificação. 
As mais antigas baratas da América do Sul pertencem ao final do Carbonífero (280 milhões de anos) e também foram reconhecidas somente por suas asas. Porém, existem algumas exceções: nas rochas calcárias de Formação Santana (datada em 112 milhões de anos, período Cretácio Inferior), região de Santana do Cariri, Ceará, foram encontrados insetos extraordinariamente preservados. Neste período, inclusive, as baratas foram contemporâneas dos dinossauros. 
As baratas atuais, quando comparadas a suas ancestrais, demonstram uma enorme capacidade de adaptação às mudanças ambientais, apresentando pequenas variações morfológicas. Desde a sua origem até hoje, as modificações mais acentuadas ocorridas nos corpos destes insetos foram: variação no padrão e número das nervuras das asas e espinhos das patas. Não foram, no entanto, elucidados quais os benefícios que estas alterações possam ter trazido para o processo de adaptação. 
O curioso é que no Cretáceo da Formação Santana foram encontradas baratas com grande ovipositor (tubo por onde saem os ovos das fêmeas), chegando a 1/3 do comprimento total do corpo, além de outras espécies de insetos com ooteca (bolsa de ovos). Dentre todos eles, somente as baratas permaneceram e, provavelmente, sobreviverão mantendo suas características por muito tempo. 

## Características morfológicas

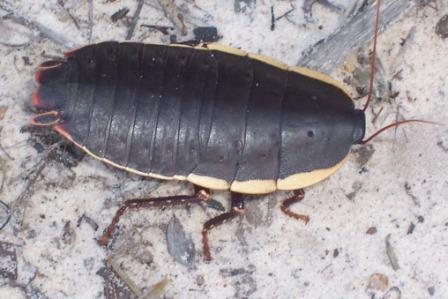
Uma barata de 8 cm no Parque Nacional Ku-ring-gai Chase, na Austrália.

O tamanho das baratas varia entre 3 mm a 10 cm de comprimento dependendo da espécie. Apresentam um corpo oval, achatado dorso-ventralmente, e em geral com uma coloração escura. A cabeça é curta, subtriangular, do tipo opistognata, com uma abertura bucal trituradora ( igual à do gafanhoto ), antenas longas e filiformes, geralmente dois ocelos, e os olhos compostos estão presentes na maioria das espécies, com exceção das espécies cavernícolas. O tórax possui três pares de pernas do tipo cursoriais, e quando presentes, dois pares de asas,  Em geral nas espécies sem asas, as fêmeas é que são ápteras. O abdome geralmente apresenta 10 segmentos, contendo os principais órgãos vitais, sendo que há um par de cercos para ambos os sexos, com a função olfativa. Além disso, os machos são menores do que as fêmeas.

## Comportamento

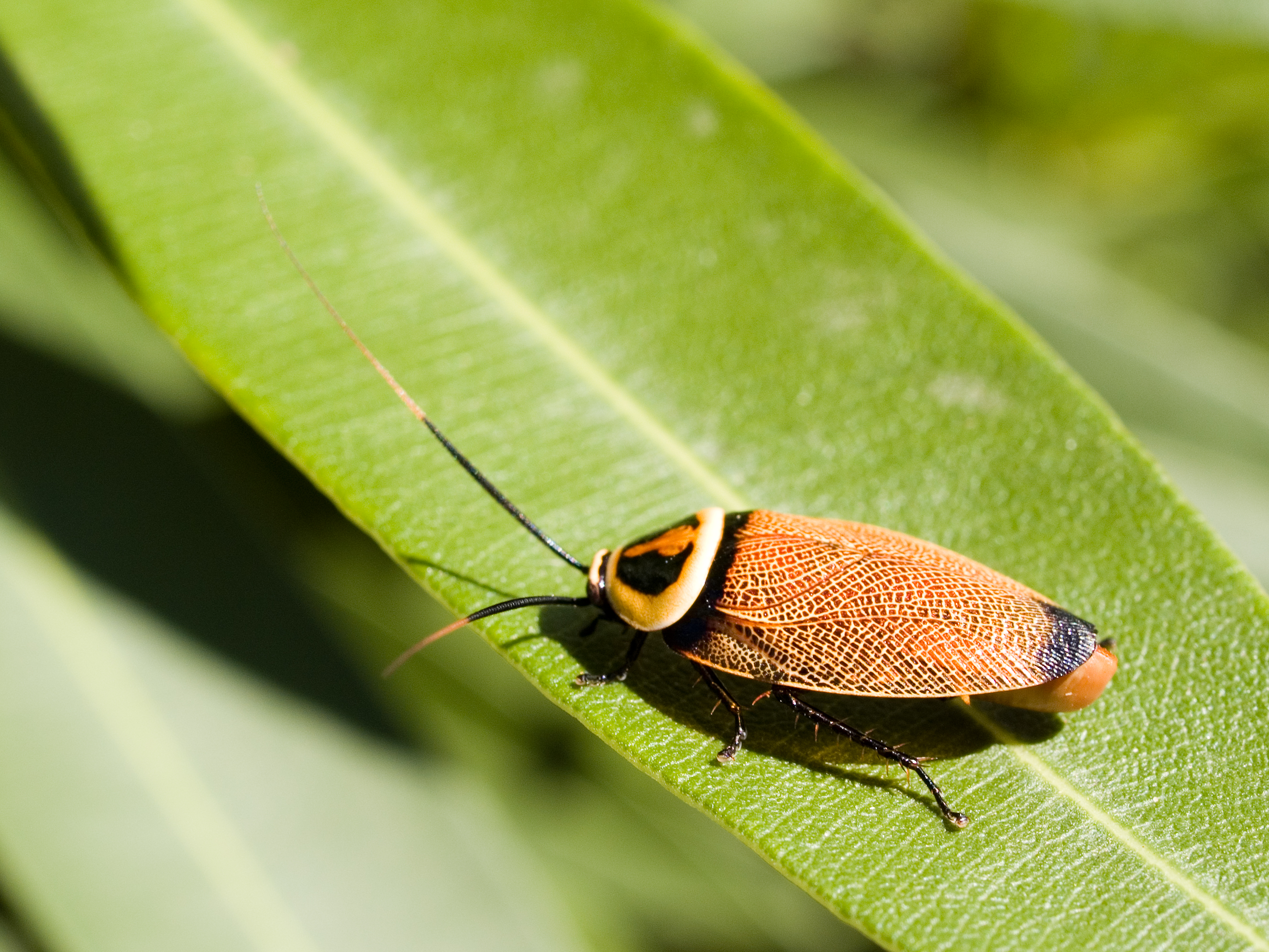
Barata em um arbusto.

Gostam de lugares quentes e úmidos, sendo encontradas na: serrapilheira, sob pedras, cascas de árvores, em ninhos de himenópteros e isópteros, no interior das edificações humanas (principalmente na cozinha), e na rede de esgoto. Há algumas espécies semi-aquáticas e aquáticas (Epilampra - Blaberidae), e outras que vivem em desertos e cavernas.
A maioria das espécies é solitária, com algumas espécies apresentando hábito gregário (exemplificadas pelas espécies domésticas), sendo Cryptocercus punctulatus considerada como uma espécie subsocial, que vive em árvores e como os cupins possuem simbiontes intestinais. Em geral apresentam hábito noturno (principalmente as de ambiente urbano), sendo que neste período procuram por alimento e parceiros(as) para o acasalamento, e realizam oviposição e dispersão. Durante o período diurno permanecem escondidas. Quando as baratas urbanas aparecem durante o período diurno, está ocorrendo: uma alta densidade populacional (para cada barata encontrada, pode haver mil escondidas) e/ou a falta de alimento e água. As espécies diurnas são frequentemente coloridas e arborícolas. As baratas gastam 75% de seu tempo descansando, no qual assumem uma posição característica: antenas voltadas para frente com um ângulo entre elas de 60º e as pernas mantém o corpo rente à superfície.

## Alimentação
Muitas espécies silvestres participam da cadeia alimentar como saprófagos, por se alimentarem de material animal e vegetal morto, carnívoros e herbívoros. As espécies do gênero Panesthia (Blaberidae) e Cryptocercus (Cryptocercidae) possuem bactérias e protozoários em seu tubo digestivo, que auxiliam na digestão da celulose. Mas a maioria das espécies é onívora, como por exemplo, as espécies existentes em ambientes urbanos. As baratas urbanas são capazes de viver três dias sem água e dois meses sem comida. Mas várias baratas conseguem sobreviver cerca de um mês sem comida e sem água e aproximadamente dois meses só com a água.

## Reprodução

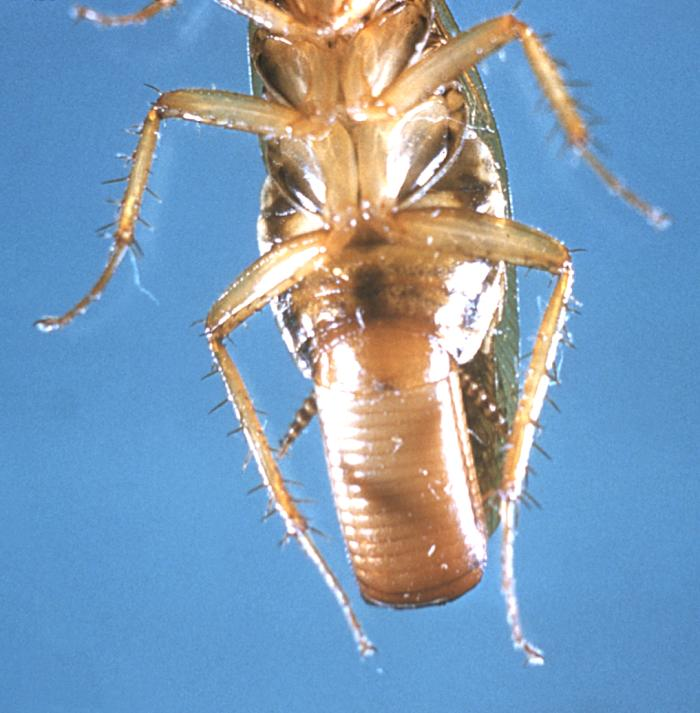
Uma fêmea Blatella germanica com a ooteca.

Em geral, o acasalamento entre as baratas se inicia com os machos sendo atraídos por feromônios sexuais emitidos pelas fêmeas. Quando há o encontro, o casal inicia um contato físico por meio de uma intensa antenação. O macho eleva as asas, expondo uma glândula localizada na superfície dorsal do abdome, que secreta uma substância da qual a fêmea se alimenta. Enquanto a fêmea sobe no macho para se alimentar da substância, por baixo o macho tenta introduzir a sua genitália na da fêmea, para iniciar a cópula. Quando ambos estão ligados pelas genitálias, o macho vira-se 180º, e assumem a posição conhecida como “end-to-end”. A cópula pode durar uma hora ou mais, e durante este processo o macho transfere o espermatóforo para a fêmea. Os espermatozoides são armazenados na espermateca, ficando ativos por um longo período. Não apenas estímulos químicos estão envolvidos no acasalamento, mas também sonoros como na espécie Nauphoeta cinerea, cujos machos estridulam durante o ato, emitindo sons de 60 dB. Os machos e as fêmeas podem copular uma ou mais vezes.
Nas baratas podem ser encontrados três tipos de oviposição: Oviparidade (o mais comum entre os insetos, com a formação de ovos que se desenvolverão externamente à fêmea, contidos ou não na ooteca. Exemplos: P. americana, B. orientalis e B. germanica), Ovovivipariedade (os ovos ou ooteca permanecem dentro da fêmea. Exemplo: Blaberus) e Viviparidade (a ooteca permanece dentro da fêmea, sendo a sua formação incompleta, permitindo a troca de nutrientes com a fêmea durante o desenvolvimento embrionário. Exemplo: Diploptera punctata).

## Desenvolvimento

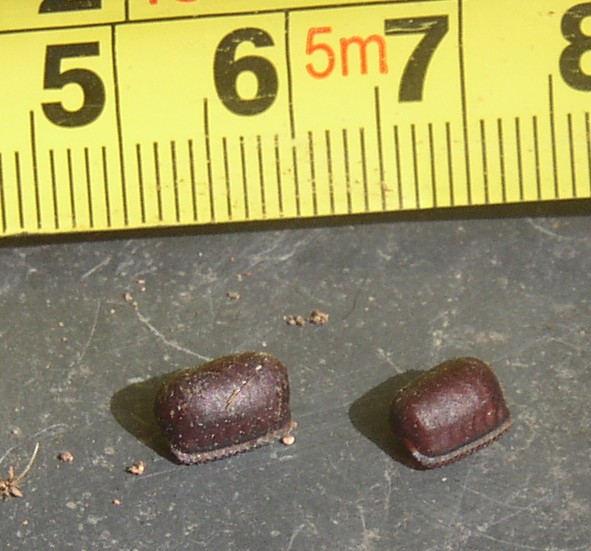
Ootecas contendo ovos de Periplaneta americana; Florianópolis, SC, Brasil.

Este grupo de insetos apresenta metamorfose incompleta, do tipo paurometabólica (os imaturos e adultos vivem no mesmo habitat), passando pelos estágios de ovo, ninfa (correspondente à fase larval) e adulto, com a ausência do estágio imóvel (pupa).

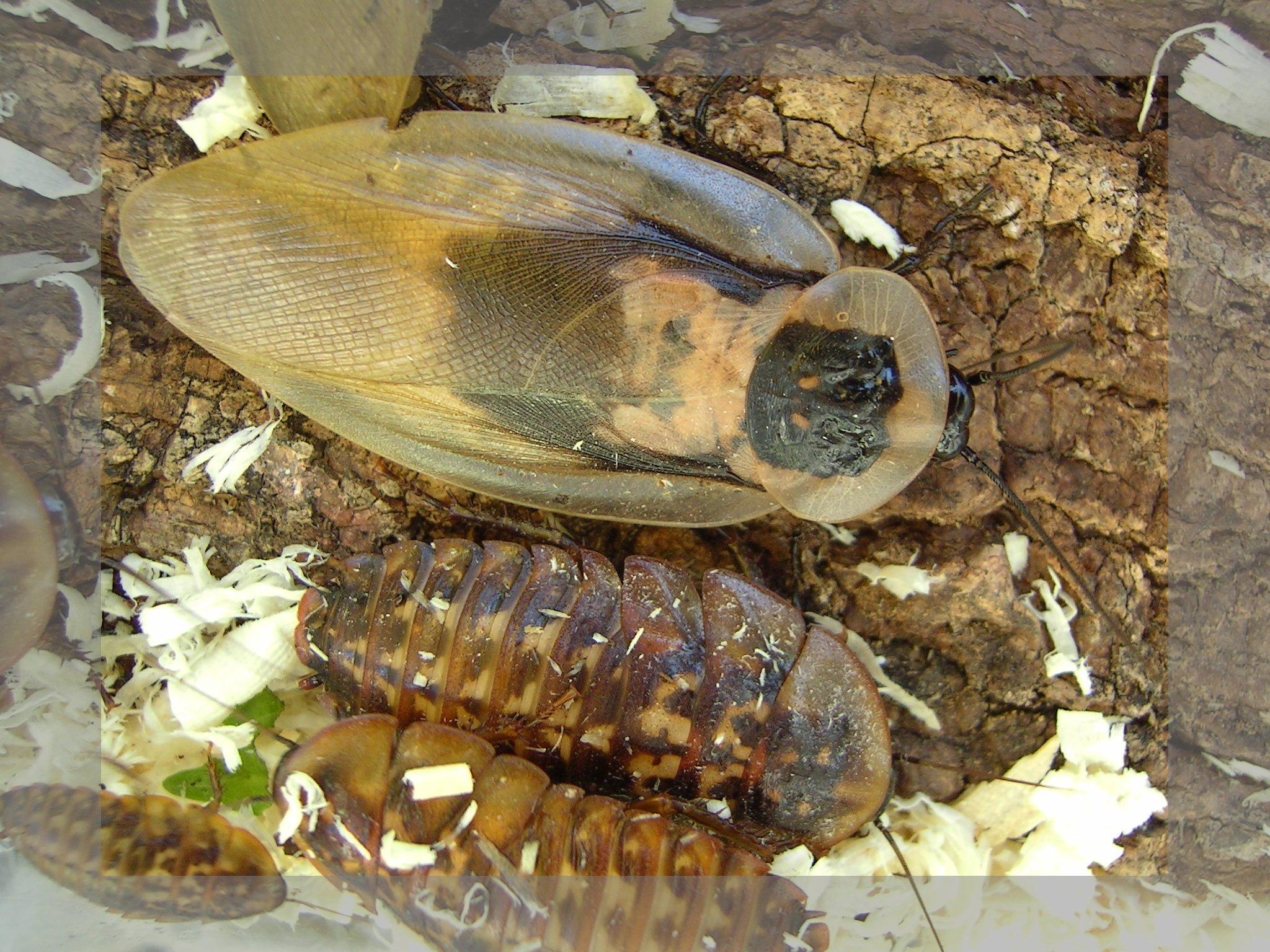
Blaberus craniifer adulto (alado, no alto) e ninfas

Na maioria das espécies, os ovos estão contidos em um estojo denominado de ooteca. Esta estrutura, dependendo da espécie, pode variar quanto à forma, tamanho e número de ovos (de 4 a 50 ovos). Dependendo também da espécie, as fêmeas antes de depositar a ooteca em um local, podem carregá-la durante algumas horas ou dias, e em alguns casos, durante toda a fase embrionária, podendo com as mandíbulas auxiliar as ninfas a emergirem dos ovos. A ooteca é depositada geralmente em locais abrigados, como fendas nas paredes das casas, sob pedras e na vegetação, e muitas vezes sendo recobertos com detritos, para manter a umidade e evitar possíveis predadores. A duração do estágio de ovo varia dependendo da espécie e da temperatura. Por exemplo, a duração desta fase na barata americana a 29 °C é de aproximadamente 5 semanas. Em algumas espécies de baratas ocorre a partenogênese (do tipo telétoca, com a formação de apenas fêmeas), com os óvulos desenvolvendo-se sem serem fertilizados pelo espermatozoide, como por exemplo, na espécie Pycnoscelus surinamensis.
A duração e o número de instares varia também quanto à espécie, sexo e das condições ambientais; condições desfavoráveis ocasionam um maior número de instares. Para a barata americana, a duração do estágio ninfal a 29 °C é de aproximadamente 8 meses, apresentando entre 11 e 12 instares. A diferença entre as ninfas e os adultos reside: basicamente 'nas asas', ausente nas ninfas, e por estas se desenvolverem externamente nos últimos instares (como brotos alares); e quanto à 'maturação dos órgãos sexuais', não desenvolvidos nas ninfas.

## Inimigos naturais
Existem muitos inimigos naturais (predadores e parasitas) que atacam as baratas, como por exemplo, osgas (lagartixas), bactérias, formigas, vermes, fungos, protozoários, artrópodes (ácaros, aranhas, besouros, escorpiões, hemípteros e himenópteros) e vertebrados. Dentre os himenópteros, seis famílias se desenvolvem em ovos (exemplo: Evaniidae, Encyrtidae, Chalcididae e Eulophidae), e na família Sphecidae, principalmente as ninfas de baratas são paralisadas e colocadas no ninho destas vespas para servirem como alimento para as larvas.

## Importância

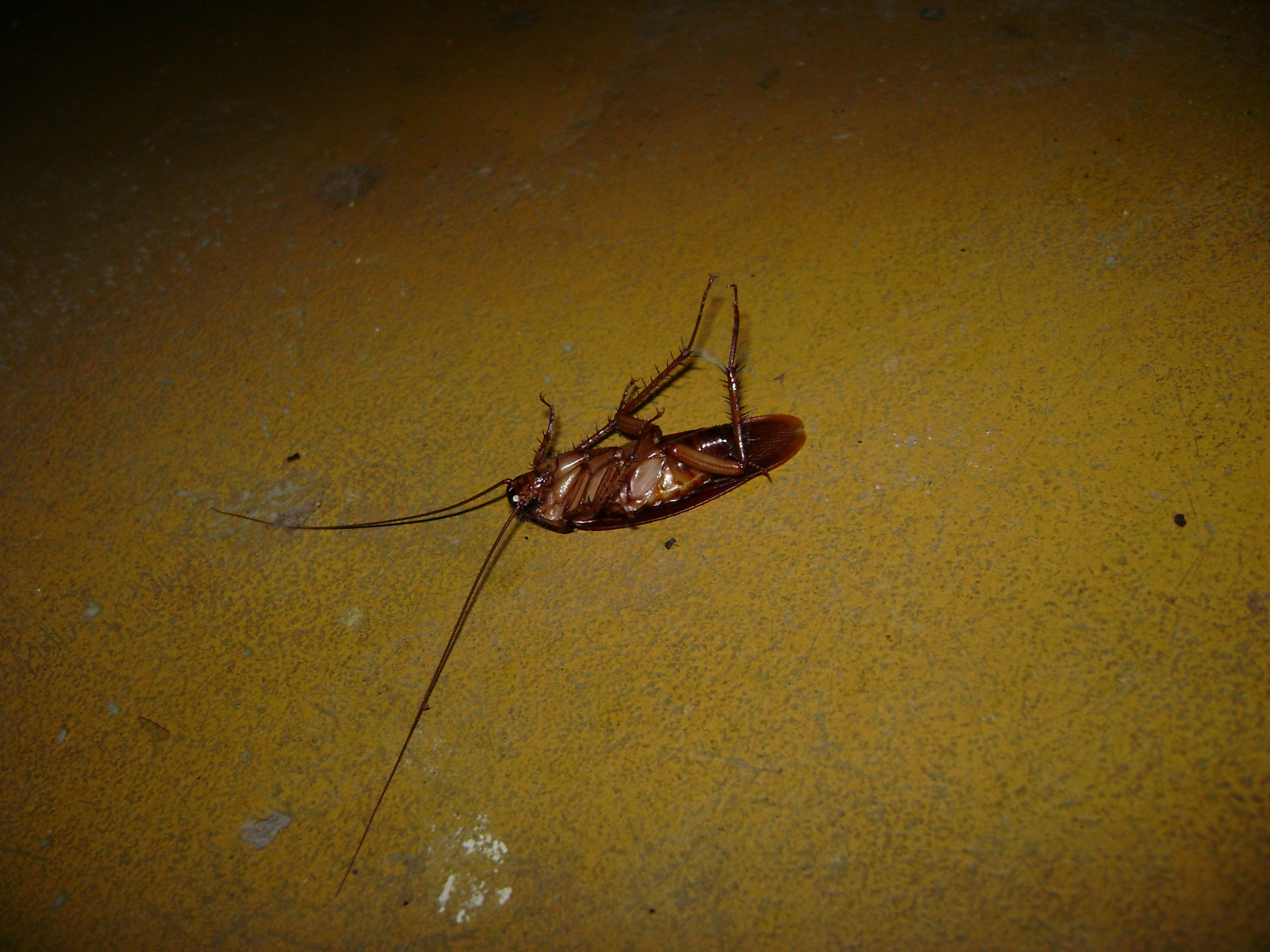
Uma barata de cabeça para baixo em Alcobaça, na Bahia, no Brasil

As baratas podem ocasionar os seguintes problemas: atuar como vetores mecânicos (vírus, fungos, bactérias e protozoários) e biológicos (ser hospedeiro intermediário de vermes); reações alérgicas (contato com as fezes e exúvias); inutilizar alimentos (deixam odor repugnante); roer/sujar roupas e livros; ser uma praga agrícola de relativa importância (roer raízes e atacar produtos armazenados); e psicológicos, por causarem sensação de asco e medo.
Apesar deste lado negativo, as baratas para muitos povos, atualmente e no passado, têm um lugar de destaque no folclore, encontrando se relatos em modinhas, superstições, jogos infantis, medicina popular, provérbios, adivinhações, ditados e na alimentação. Na medicina popular existem vários relatos de algumas espécies, principalmente Blatta orientalis, em serem usadas para curar várias doenças, como por exemplo: alcoolismo, asma, bronquite, cólicas intestinais, dores de cabeça e ouvido, furúnculos, gripe, entre outras. Alguns pesquisadores, em sua maioria russos e alemães, nos séculos XIX e XX (a primeira metade) fizeram vários estudos para comprovar o efeito terapêutico das baratas, e em muitos casos havia. Na alimentação humana, para muitos povos orientais as baratas fazem parte de sua dieta, sendo comidas cruas ou cozidas. No Brasil, os índios Chocleng (Santa Catarina) apreciavam as baratas.
Além disso, as baratas são utilizadas como material didático em aulas de entomologia (anatomia), manutenção de criações de outros insectos, e como iscas para pescadores. Em ecossistemas naturais as baratas são importantes como fonte de alimento de diversas espécies de animais e também por actuarem na ciclagem dos nutrientes (saprófagos).

## As espécies consideradas como praga

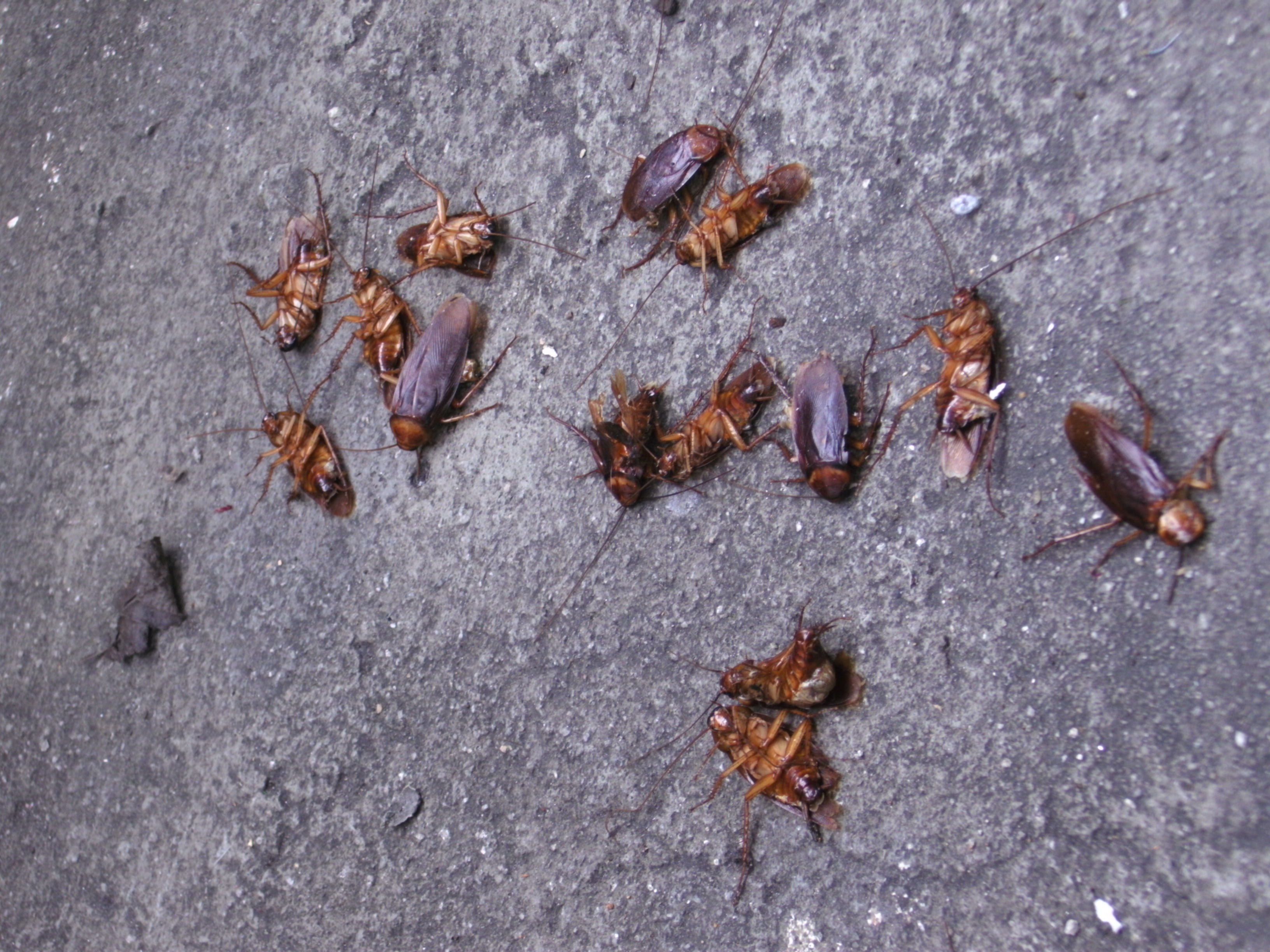
Diversas Periplaneta americana, São Paulo.

Das cerca de 4.000 espécies descritas, menos de 1% são consideradas como pragas urbanas. A seguir uma breve descrição de algumas destas espécies.
- Blatella germanica (barata-alemã): cosmopolita (temperatura preferida: 30 °C); tamanho: 10–15 mm de comprimento; originária da região oriental da África; principalmente uma praga domiciliar,[27] mas que em noites quentes pode ir para o peridomicilio; comum em cozinhas e restaurantes; é a praga mais importante dentre as baratas, devido: alto potencial reprodutivo (sendo que a resistência a determinado inseticida se prolifera rapidamente), pela fêmea carregar a ooteca durante quase todo o período de incubação dos ovos (depositando-a em local favorável para o desenvolvimento ninfal) e pelo tamanho diminuto podendo se esconder em locais inacessíveis à ação dos inseticidas; período de incubação dos ovos: aproximadamente 17 dias; período de desenvolvimento das ninfas: 38-40 dias com 5 a 6 mudas (machos) e 40-60 dias com 6 a 7 mudas (fêmeas); longevidade dos adultos: 4 meses (machos) e 6 meses (fêmeas); as fêmeas produzem de 4 a 8 ootecas, com cada ooteca apresentando de 30 a 40 ovos.[27][28]
- Blatta orientalis (barata-oriental): regiões de clima temperado (temperatura preferida: 20-25°C); tamanho: aproximadamente 25 mm de comprimento; originária da região norte da África; praga domiciliar e peridomiciliar; comum em porões, adegas, banheiros; fêmea carrega a ooteca por um ou dois dias,[27] e deposita em locais protegidos (pode cobrir ooteca com material); há partenogênese; período de incubação dos ovos: aproximadamente 40-80 dias; período de desenvolvimento das ninfas: 180 dias com 7 a 8 mudas (machos) e 300 dias com 9 a 10 mudas (fêmeas); longevidade dos adultos: 60 a 250 dias; as fêmeas produzem de 5 a 10 ootecas, com cada ooteca apresentando aproximadamente 16 ovos.[28]
- Periplaneta americana (barata-americana): cosmopolita (temperatura preferida: 30-33 °C); tamanho: 28–44 mm de comprimento; originária da região tropical da África; principalmente uma praga peridomiciliar, mas durante o forrageamento pode entrar no domicilio;[29] comum em áreas de manipulação de alimentos (cozinhas) e rede de esgoto; fêmea carrega a ooteca por 24 horas, e deposita em locais protegidos; há partenogênese; período de incubação dos ovos: aproximadamente 25-40 dias; período de desenvolvimento das ninfas: 130-150 dias com 9 a 13 mudas (machos e fêmeas); longevidade dos adultos: 250-350 dias, sendo menor para os machos; as fêmeas produzem aproximadamente 30 ootecas, com cada ooteca apresentando entre 14-16 ovos.[28]
- Supella longipalpa (barata-de-faixa-marrom): cosmopolita (temperatura preferida: 26-30 °C); tamanho: 13–14 mm de comprimento; originária da África; uma praga tanto domiciliar (presente em todos os cômodos) como peridomiciliar; fêmea carrega a ooteca por 24 horas, e deposita em locais protegidos; período de incubação dos ovos: aproximadamente 40 dias; período de desenvolvimento das ninfas: 50-60 dias (machos e fêmeas); longevidade dos adultos: 115 dias (machos) e 90 dias (fêmeas); as fêmeas produzem aproximadamente 5-18 ootecas, com cada ooteca apresentando 16 ovos.[28]

## Metodologias de controle

### Monitoramento
Antes de tomar qualquer medida de controle, o monitoramento de um local é importante para verificar o nível de infestação, o número de espécies existentes, e a localização do foco de infestação. As metodologias aplicadas na averiguação destas informações são efetuadas através de entrevistas com as pessoas residentes, a inspeção visual da localidade, e o uso de armadilhas (compostas por uma substância adesiva atrativa). Com isso, pode ser avaliado qual será a melhor estratégia de controle ou se realmente existe a necessidade para tanto.

### Controle químico
Os inseticidas utilizados no controle de baratas como os pós-secos, formulações para pulverizações residuais e aerossóis são eficientes (para infestações pequenas e localizadas) e práticos de serem usados, causando uma morte rápida. Apesar destas características, em geral, esses produtos não se mostram eficientes, devido à má qualidade da aplicação, pelos produtos terem uma formulação e dosagens incorretas, da utilização em momentos inadequados (alta densidade populacional), condições climáticas inadequadas e pela evolução da resistência. Como conseqüências da resistência ocorre uma maior freqüência de aplicações, aumento da dosagem utilizada, substituições por outros produtos (em média, uma classe de inseticidas é perdida a cada 10 anos), aumento da contaminação do meio ambiente, eliminação de organismos benéficos e na elevação dos custos. Como exemplo, somente no Estados Unidos os gastos com medidas de controle contra as baratas giram em torno de US$ 1,5 bilhão por ano. Além disso, o preço de lançamento de um produto no mercado elevou-se de US$ 2 milhões em 1950 para US$ 300 milhões em 2000. Além da resistência, vários fatores biecológicos têm contribuído para o sucesso das baratas (no caso de Blattella germanica) no ambiente urbano: ooteca de gestação múltipla (maior que o das outras baratas), alto potencial reprodutivo e as ninfas terem maiores chances de sobrevivência (pelo fato das fêmeas levarem a ooteca durante quase todo o período de desenvolvimento embrionário e pelas ninfas serem menores que os das outras espécies, se esconde em locais inacessíveis).
Como uma nova metodologia, as iscas vêm sendo adotadas nos últimos anos com razoável sucesso, sendo compostas por uma parte atrativa (mel, açúcar ou soja) e outra do princípio ativo (propoxur, triclorfom, malatiom, diazinom, clorpirifós ou fipronil). Em breve, outros tipos de princípios ativos serão utilizados, os IGRs (os juvenoides e os inibidores de síntese de quitina), sendo mais eficazes, devido à ausência de toxicidade para os vertebrados e de rápida degradação no meio ambiente. Estas iscas podem ser encontradas em três formatos: granulado (produto contido em pequenos envelopes), porta-isca e gelatinosa. O principal problema com as iscas é que elas geralmente apresentam uma baixa atratividade, pela competição com o alimento existente na residência.
Em resposta à utilização de iscas envenenadas, verificou-se que populações de baratas na Alemanha desenvolveram rapidamente um comportamento adaptativo de aversão à glucose, utilizadas nas iscas como fagoestimulante, o que aponta para uma grande capacidade adaptativa do sistema nervoso destes insetos.

### Manejo do ambiente
A utilização de isca por si só não resolverá o problema, se um manejo adequado do ambiente não for efetuado, As baratas, como as demais pragas urbanas, invadem as residências na busca por alimento, água e abrigo. O manejo tem a finalidade de evitar ou dificultar o acesso a esses três fatores, é importante lembrar que somente a remoção dos locais de procriação (caixa de papelão, jornais e revistas antigas, roupas velhas, couro mofado e etc.), não é suficiente para, evitar o aparecimento de baratas em sua casa, que, deve estar principalmente higienizada, evitando o acumulo de lixo e resíduos de alimentos em qualquer parte da casa, uma casa bem higienizada estará livre das baratas.

## Galeria

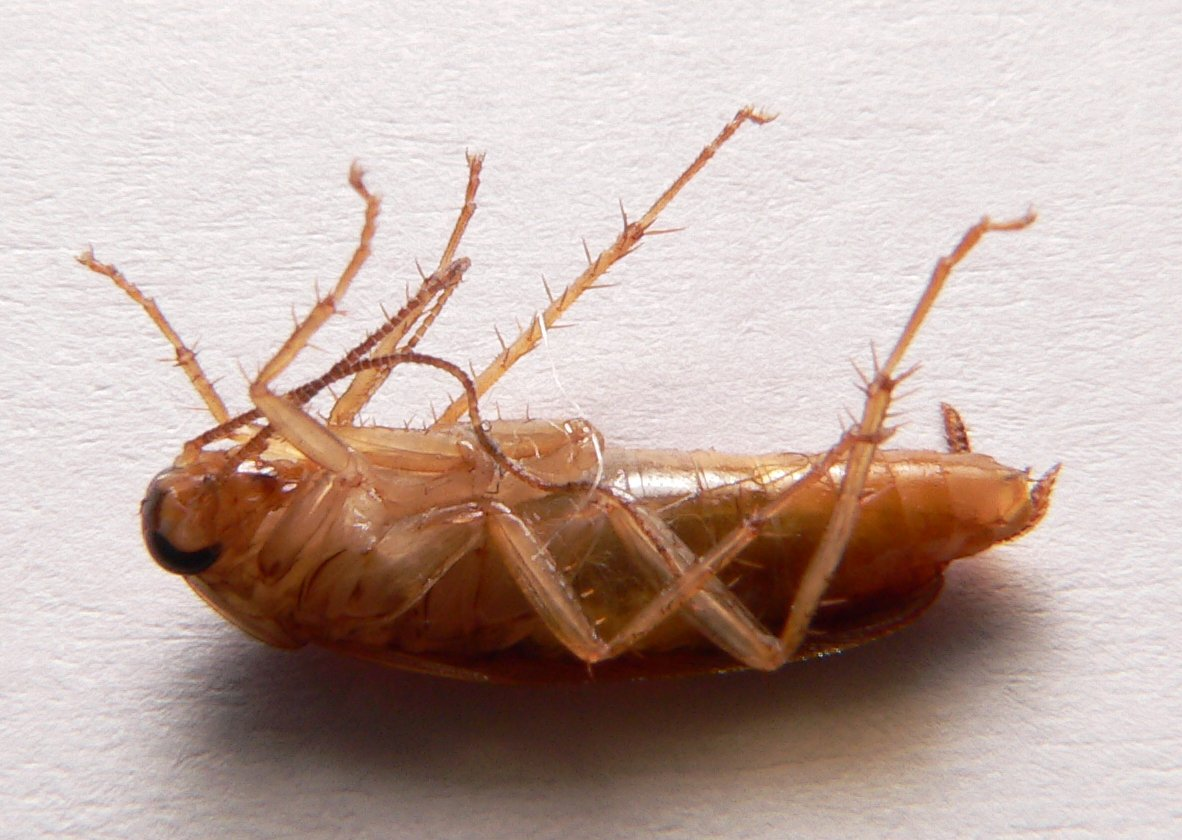
Blattella germanica
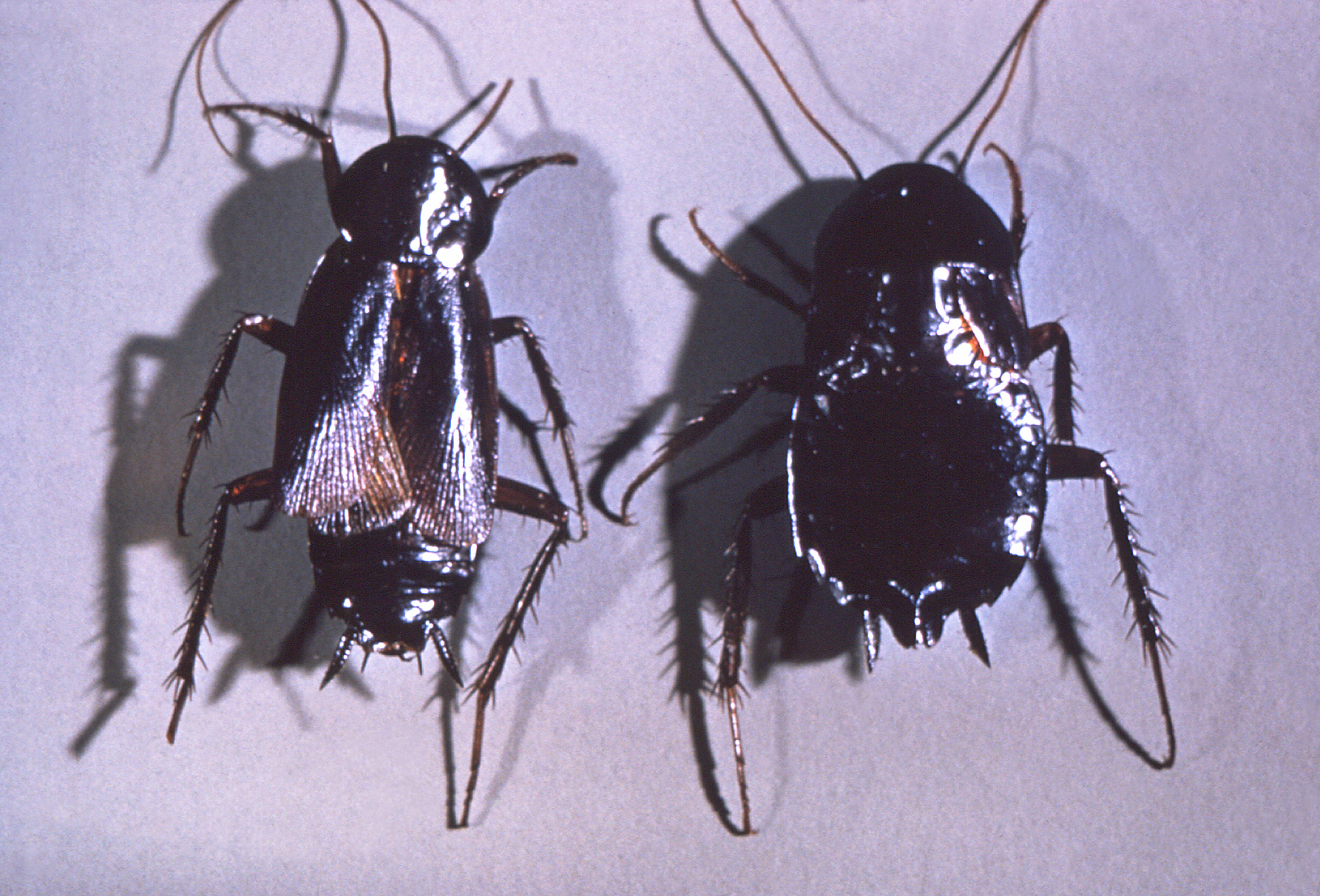
Barata-oriental (Blatta orientalis)
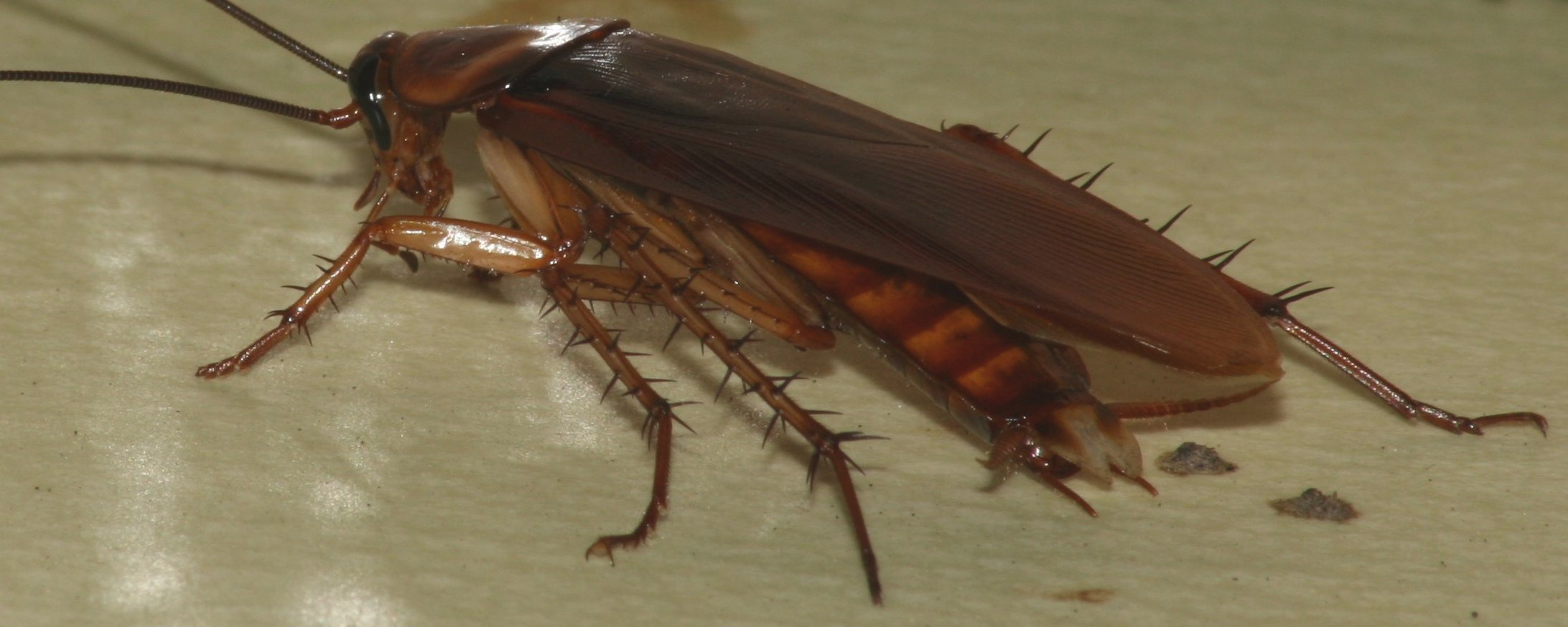
Barata americana (Periplaneta americana)
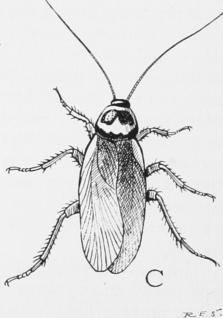
Barata-australiana (Periplaneta australasiae)
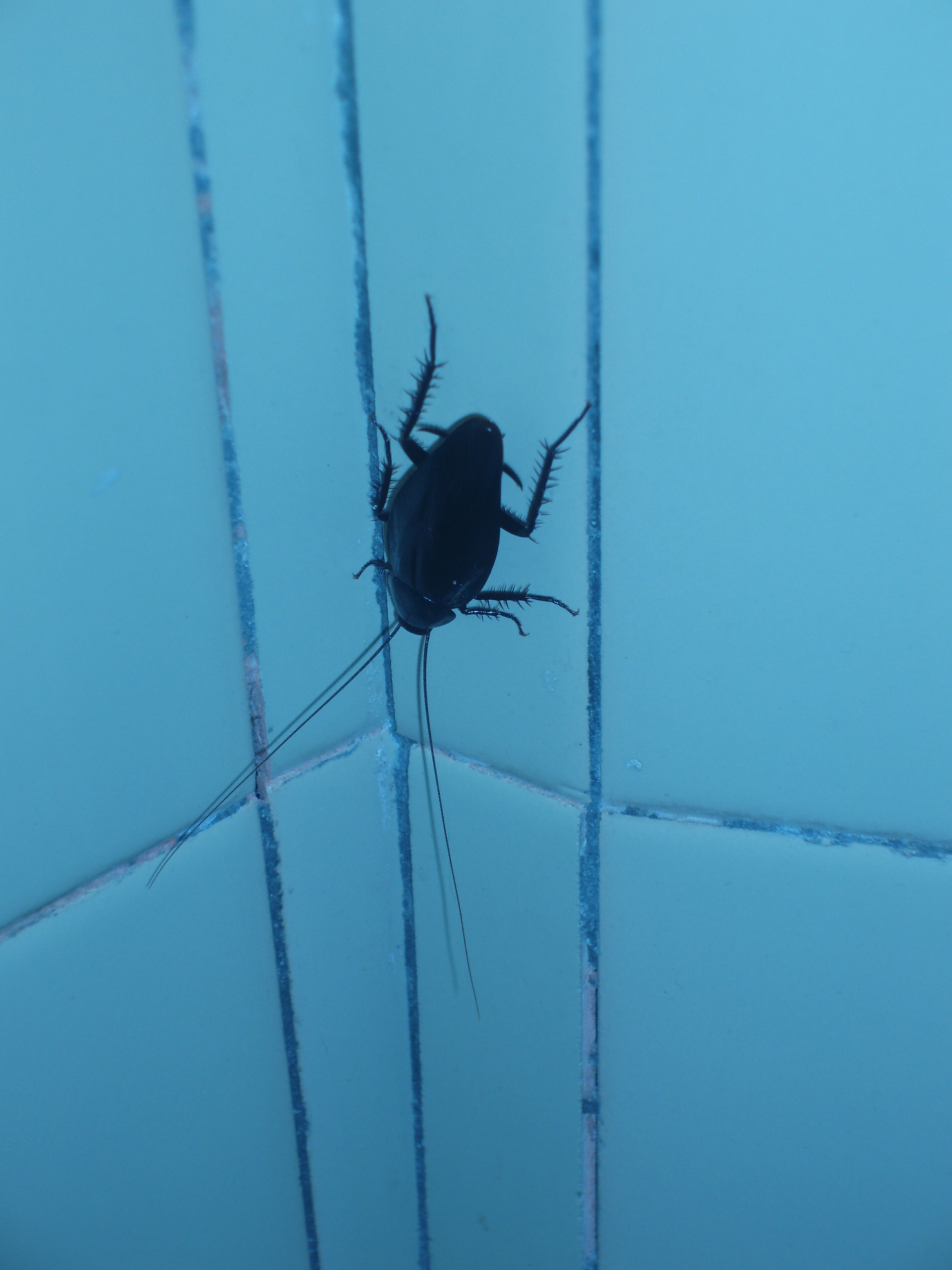
Periplaneta fuliginosa
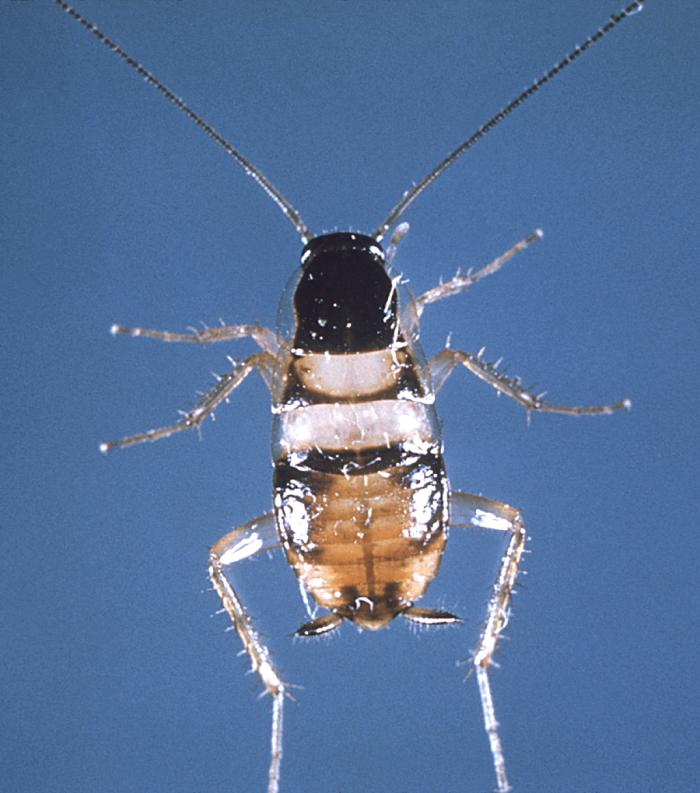
Supella longipalpa